# Càndia
|  | No s'ha de confondre amb Candia. |

Càndia (grec: Χάνδακας, actualment en desús), també anomenada Heràclion (adaptació del grec antic Ἡράκλιον) o Iràklio (transcripció del grec modern Ηράκλειο, ipa [iɾákljo]), és la principal ciutat i capital de l'illa de Creta, a Grècia, i de la unitat perifèrica d'Iràklio, antiga prefectura d'Iràklio, amb una població de 177,064 habitants i 211,370 a l'àrea metropolitana. La ciutat té un aeroport internacional (codi IATA HER) anomenat Nikos Kazantzakis, en honor de l'escriptor i poeta nascut a la unitat perifèrica.
A escassos 5 km al sud de la ciutat es troben les ruïnes de Cnossos, el principal centre de la civilització minoica durant l'edat del bronze (segon mil·lenni aC) i posteriorment una polis grega i romana també de certa importància. Heràclion (topònim que fa referència a l'heroi Hèracles) aparegué com a port de Cnossos ja en època minoica i continuà en ús en època clàssica, per bé que era un lloc de poca importància conegut només per referències d'autors geogràfics. En època imperial romana guanyà importància i els àrabs de l'Emirat de Creta (segle ix) hi instal·laren la capital, anomenant-la rabḍ al-ḫandaq, topònim hel·lenitzat com a Χάνδαξ (Khándax) i posteriorment, durant el període venecià (segles xiii-xvii), adaptat pels llatins com a Càndia. Ja dins el segle xix, els ideòlegs del renaixement grecen promogueren l'adopció de l'antic nom d'Heràclion, que amb la incorporació de l'illa a l'estat grec el 1913 esdevengué oficial. El 1971 esdevengué de nou la capital de l'illa substituint la Canea (Khanià).

## Història

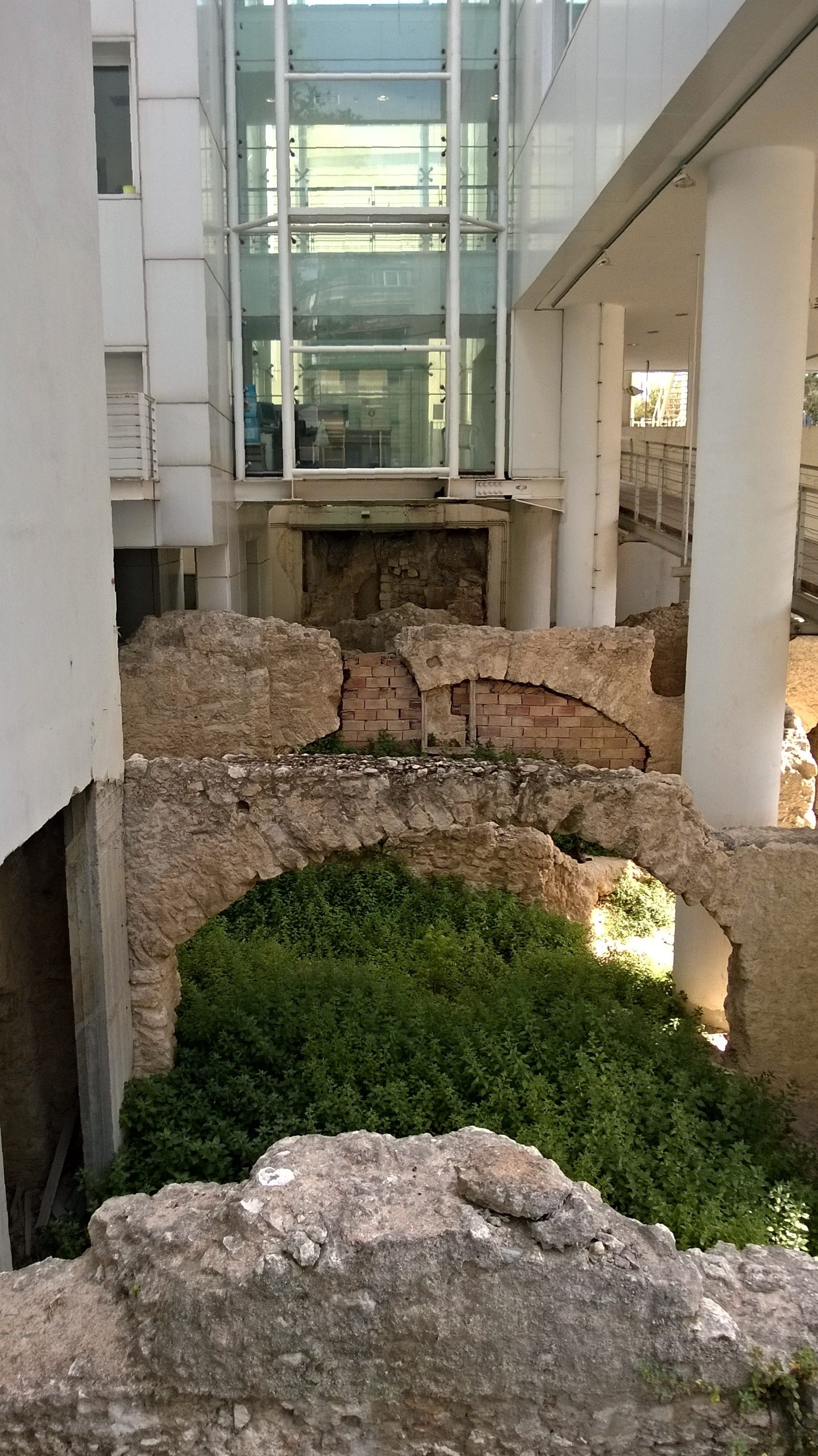
Restes d'època romana

Es creu que un port ja existia vers el 2000 aC, utilitzat com a port comercial de Cnossos, però no se n'ha trobat cap prova arqueològica. No hi ha constància escrita d'Heràclion abans del segle i aC, quan comença a ser esmentada pels geògrafs: Estrabó, Plini el Vell, Claudi Ptolemeu i, més tardans, l'Estadiasme de la Gran Maren i Esteve de Bizanci. Les fonts cristianes no en fan esment, però al Segon Concili de Nicea (787) consta la presència d'un bisbe en representació de la ciutat, de nom Teodor. Es conserven algunes restes de la ciutat antiga sota la ciutat.
A l'emplaçament d'Heràclion, o si més no no gaire lluny, els àrabs andalusins arribats a Creta el 824, capitanejats per Abu Hafs i provinents de l'Àndalus, instal·laren la seva capital dins l'Emirat de Creta, i l'anomenaren rabḍ al-ḫandaq (àrab: ربض الخندق, 'castell del fossat'). La ciutat fou fortificada i el port fou utilitzat per a les incursions de saqueig al territori romà d'Orient. El 961, la ciutat fou destruïda pels romans d'Orient, que l'anomenaren Χάνδαξ (Khàndax), i durant prop de dos segles i mig la van dominar juntament amb l'illa sencera. El 1204, l'illa anà a parar a mans de Bonifaci I de Montferrat, que la va vendre un any més tard a la República de Venècia, els quals l'anomenaren Càndia (del grec Χάνδαξ), nom que també serví per designar l'illa sencera. Els venecians hi van construir fortificacions, com ara les muralles venecianes, que en substituïren, a partir del 1211, unes altres de més antigues i reduïdes. La fortificació principal, però, fou l'anomenat Koules (grec: Κούλες; italià: Rocca al Mare), que encara es conserva. Al segle xvii, la ciutat fou atacada pels otomans, i després d'un setge de vint-i-dos anys va caure a les seves mans el 2 de setembre del 1669; el 6 de setembre, venecians i otomans van signar una treva. En turc, la ciutat fou coneguda com a Kandiye (قنديه), mentre que entre la població grega era coneguda com a Megalokastro (grec: Μεγαλοκάστρο, 'castell gran'); tenia uns deu mil habitants. Durant la dominació otomana, el port s'omplí d'arena i els turcs van traslladar la capital a la Canea, a l'oest de Creta.
El desembre del 1897, Turquia, després d'una revolta a l'illa, acceptà el principi d'autonomia per a Creta i el 20 de març del 1898 es va establir l'estat de Creta sota sobirania otomana. El 6 de novembre del 1898, els militars otomans van abandonar l'illa i, el 19 de novembre, el príncep Jordi de Grècia en fou designat comissari extraordinari, si bé la nominal sobirania otomana es mantenia. El 1900, Jordi I va voler proclamar la unió amb Grècia, però no va obtenir el suport de les potències. El seu successor, Zaimis, proclamà la independència el 6 d'octubre del 1908, que suposà la unió de fet amb l'estat grec. Llavors la ciutat prengué oficialment el nom antic d'Heràclion (en katharévussa Ἡράκλειον, Iràklion; en demòtic Ηράκλειο, Iràklio), nom que ja s'havia popularitzat el segle xix entre els sectors més erudits. El 9 de maig del 1910, l'assemblea va fer jurament al rei de Grècia mentre la tensió augmentava amb Turquia, que no reconeixia la virtual unió. El 10 d'octubre del 1912, durant la Guerra dels Balcans, el govern grec en confirmà la unió i els tractats de Londres (30 de maig del 1913) i de Bucarest (10 d'agost del 1913) van reconèixer tal unió. Bona part de la població turca marxà entre 1900 i 1912 i la resta ho va fer el 1923 amb els acords entre Grècia i Turquia per a l'intercanvi de poblacions. La població musulmana de la ciutat s'estimava en 17.000 persones.

## Llocs d'interès

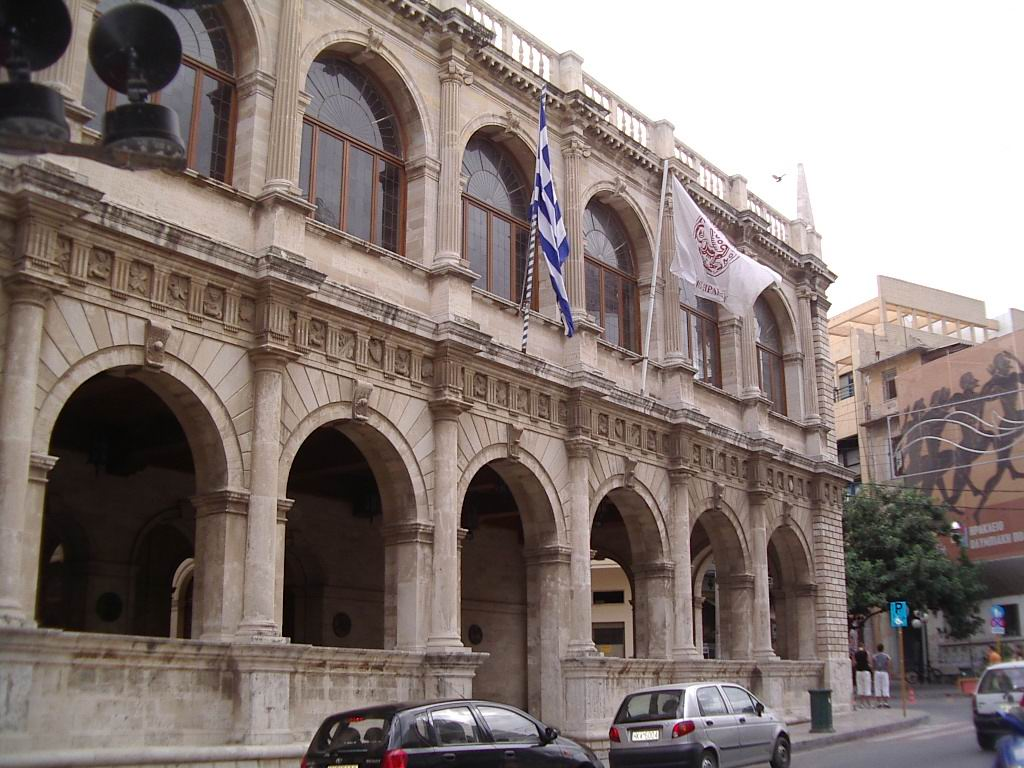
Edifici de la Maona i després Lotzia o Lògia, avui seu de l'ajuntament de la ciutat, amb les banderes de Grècia i de la ciutat a la façana

- Museu Arqueològic d'Iràklio o de Creta, a la plaça de la Llibertat (Eleftherias).
- Mercat principal.
- Hanioporta ('Porta Vella').
- Lotzia, edifici seu dels ducs i oficials de la Creta veneciana, que avui dia acull el cònsol (alcalde) de la ciutat i part de la municipalitat. L'edifici guanyà el premi Europa Nostra el 1987 com a monument europeu més renovat i conservat.
- Piazza dei Signori (plaça de les autoritats administratives), on és la Lotzia.
- La fortalesa veneciana de Koules (Rocca al Mare).
- Basílica de Sant Marc (Vasiliki Agiou Markou), construïda el 1239 a la Plaça de Blades, que fou la catedral de Creta; s'hi van enterrar els dux de Creta. Avui és la galeria d'art del municipi.
- Església de Sant Tit.
- Església d'Àgios Minas (Sant Minas).
- Església d'Hàgia Aikaterini (Santa Caterina).
- La font Liontària (font del Lleó) o font de Morosini, construïda al començament del segle xvii per Francesc Morosini, que recollia l'aigua portada d'Archana, i tenia una cisterna de 8 compartiments. Té diverses figures, entre aquestes, quatre caps de lleó.
- La font de Bembo, feta pel capità Gianmatteo Bembo vers el 1553, a la plaça Cornarou, propera a una font turca. Al centre, té una estàtua sense cap d'època romana.
- La font de Sagredo, feta per Giovanni Sagredo vers el 1603, prop de la Lotzia o Lògia (avui seu de les autoritats municipals), amb una estàtua que representa Creta.
- Font de Priuli, construïda pel provedittore (proveïdor) general Antonio Priuli el 1666, darrere de la Bodosakeio, o escola d'estudis primaris, i prop de la porta veneciana de Dermata.
- Tomba de Nikos Kazantzakis.

## Persones il·lustres
- El Greco, pintor manierista que va fer gran part de la seva obra al Regne de Castella.
- Konstandinos Volanakis (1837-1907), considerat el «pare de la pintura marina grega».
- Odisseus Elitis (1911-1996), poeta, Premi Nobel de Literatura de l'any 1979.